# 홀쭉이쥐땃쥐
홀쭉이쥐땃쥐(Myosorex tenuis)는 진무맹장목 땃쥐과에 속하는 포유류의 일종이다. 남아프리카공화국과 모잠비크에서 발견된다.